# Macropsis punica
Macropsis punica är en insektsart som beskrevs av Rauno E. Linnavuori 1954. Macropsis punica ingår i släktet Macropsis och familjen dvärgstritar. Inga underarter finns listade i Catalogue of Life.